# Anisia fatua
Anisia fatua là một loài ruồi trong họ Tachinidae.